# Un canto a Galicia
Un canto a Galicia is een album dat door Julio Iglesias in 1972 is uitgebracht. De naam van het album betekent in het Galicisch Een lied voor Galicië, en Iglesias brak er in 1975 mee door in heel Europa. In Latijns-Amerika was hij een van de drie beste artiesten. Het Amerikaanse tijdschrift Billboard noemde het album "Iglesias' eerste grote (verkoop)succes". Hij nam het album ook op in het Japans en het Duits, en scoorde daarmee een opmerkelijk succes in Europa, Japan en Mexico.

## Tracklist
Kant A
1. Un canto a Galicia (4:15)
2. Hombre solitario (2:29)
3. A veces llegan cartas (3:08)
4. Río rebelde (2:54)
5. Si volvieras otra vez (3:36)

Kant B
1. Por una mujer (4:53)
2. No soy de aquí (3:43)
3. En un rincón del desván (4:29)
4. Sweet Caroline (3:34)
5. Como el álamo al camino (3:45)